# Ionia
La Ionia (in greco antico: Ἰωνίς?) è un'antica regione costiera dell'Asia Minore (comprendente anche alcune isole), così denominata in onore degli Ioni, suoi conquistatori di stirpe ellenica, che la sottrassero a Pelasgi, Lidi, Lelegi e altre popolazioni originarie. I suoi confini sono stati oggetto di variazioni nel corso dei secoli, poiché gli Ioni si erano insediati anche in Attica, Eubea e sull'isola di Lemno.

## Storia
Dodici città della Ionia (la cosiddetta Dodecapoli ionia) attorno al VII secolo a.C. si unirono a formare la Lega ionia, sia per ragioni religiose (erano unite nel culto di Poseidone "Eliconio", per il quale, presso il monte Micale, venivano celebrate le feste denominate Panionie), sia per ragioni di ordine politico (la necessità di resistere all'impero persiano). Fra le più importanti città della Ionia si ricordano Mileto, Efeso, Priene, sede del santuario (dedicato ad Apollo) e dell'oracolo di Didima, Colofone, Chio, Samo, Eritre e Magnesia. Vi si svilupparono agricoltura, allevamento e commercio.

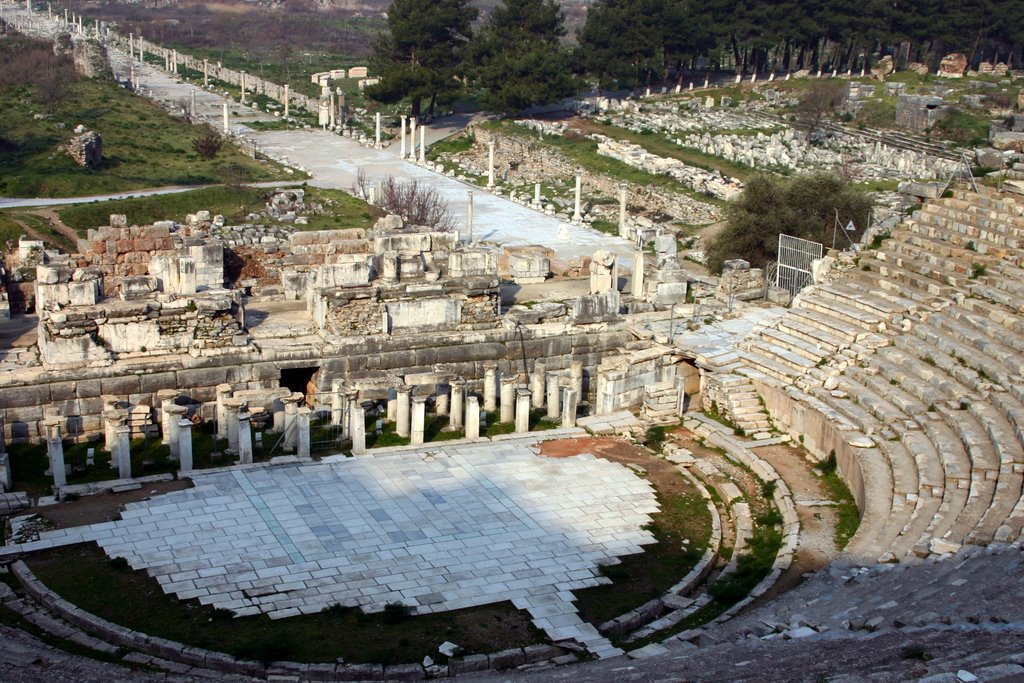
Rovine di Efeso

Intorno all'VIII-VII secolo a.C. partì dalla Ionia la seconda colonizzazione greca. Nell'VIII secolo a.C. la regione fu ripresa dai Lidi e dai Cari. Nel 545 a.C. passò sotto il controllo dell'impero achemenide, diventando una satrapia. L'area non venne mai effettivamente eretta a satrapia perché non esisteva alcun governatore provinciale autonomo da quello della Lidia, nonostante le numerose testimonianze degli storici greci in tal senso. Ormai ritenute inesatte sono infatti fonti storiche classiche come Tucidide e Cornelio Nepote, che nei loro scritti usarono l'appellativo satrapo della Ionia. La presenza di numerose città-stato rendeva impossibile o quantomeno indesiderabile politicamente una forma di amministrazione di tipo satrapale; esisteva piuttosto una sorta di delega del potere su base locale per mezzo di tiranni che si appoggiavano all'impero o al satrapo della vicina Lidia.
La regione era nota per la sua grande ricchezza, essendo la sede di fiorenti commerci che trassero notevoli vantaggi dalla dominazione achemenide. Era importante anche sotto il profilo strategico militare, dal momento che ospitava le basi della flotta persiana nell'Egeo.
Sottomessa da Alessandro Magno, successivamente divenne parte della provincia nota come Asia dell'Impero romano.

## Antiche poleis
- Anea
- Achilleo
- Butia